# Maajid Nawaz
Maajid Usman Nawaz (urdu: ماجد نواز [maːdʒɪd̪ Nawa: z]), född 2 november 1977 i Westcliff-on-Sea i Essex, är en brittisk aktivist, författare, krönikör och politiker. Han har utgivit två böcker, en tillsammans med den bästsäljande amerikanske författaren Sam Harris, med titeln Islam and the Future of Tolerance: A Dialogue, utgiven 2015, samt Radical: My Journey out of Islamist Extremism, utgiven 2012.
Nawaz var den liberaldemokratiska riksdagskandidaten för Londons valkretsar Hampstead och Kilburn i 2015 års riksdagsval. Han är också en av grundarna och ordförande i Quilliam, en tankesmedja som är mot extremism och syftar till att ifrågasätta islamistiska extremister.
Nawaz var tidigare medlem i den radikala islamistiska gruppen Hizb ut-Tahrir. Detta ledde till hans gripande i Egypten i december 2001, där han ställdes inför rätta och försvarades av bland annat Londons framtida borgmästare Sadiq Khan. Han fängslades fram till 2006. Medan han satt i fängelse läste han böcker om mänskliga rättigheter och kommunicerade med Amnesty International, som adopterade honom som samvetsfånge, vilket resulterade i att Nawaz ändrade åskådning. Nawaz lämnande Hizb-ut-Tahrir 2007 och la sitt islamistiska förflutna bakom sig. Numera förespråkar Nawaz en "sekulär islam".
Maajid Nawaz myntade i sin bok Radical: My Journey out of Islamist Extremism uttrycket regressiv vänster (regressive left), som därefter har kommit att användas av många andra. Han använde uttrycket för att beskriva ”välmenande liberaler och ideologiskt drivna vänsterpersoner” i Storbritannien som naivt och ”ignorant uppmuntrade” islamister och hjälpte den islamistiska ideologin att vinna acceptans. År 2015 utvecklade Nawaz uttryckets innebörd i en videopresentation på internetforumet Big Think och sade att det beskriver ”en del av den politiska vänstern” som hyser ”en inneboende tvekan att utmana en del av det bigotteri som kan förekomma inom minoritetssamhällen [...] på grund av politisk korrekthet, på grund av tolerans för vad de tror är andra kulturer och respekt för andra livsstilar”.
Maajid Nawaz har varit rådgivare åt premiärminstrarna Tony Blair, Gordon Brown och David Cameron.

## Tankesmedjan Quilliam
Tankesmedjan Quilliam grundades som en stiftelse år 2008 under namnet The Quilliam Foundation med kontra-extremism som verksamhetsmål.
Tankesmedjan har tagit sitt namn efter Abdullah (född William) Quilliam, en brittisk konvertit till Islam som grundade Storbritanniens första moské år 1889. Tankesmedjan ansåg i en rapport publicerad år 2010 att islamister och jihadister har samma slutmål: en världsomfattande islamisk stat som skall förena alla muslimer under en och samma regering och påtvinga dem en tolkning av sharia som rättssystem. Skillnaden mellan jihadister och islamister skulle enligt Quilliam endast bestå i meningsskiljaktigheter angående metoden för att uppnå detta mål, främst angående våldsanvändning. De hävdade också att om regeringen inledde dialoger med islamister skulle de legitimera islamismens mål och därmed ideologin, men inte metoderna som ligger bakom islamistisk terrorism.
Quilliam motarbetar den brittiska statens statsbidrag till islamistiska organisationer.